# Forêt domaniale de Boulogne (Pas-de-Calais)
Pour l’article homonyme, voir Forêt domaniale de Boulogne (Loir-et-Cher).
La forêt domaniale de Boulogne, plus souvent dénommée « forêt de Boulogne », est un des grands massifs boisés du Pas-de-Calais et de la région Hauts-de-France. Située à l'Est de Boulogne-sur-Mer, elle s'inscrit dans le périmètre du Parc naturel régional des Caps et Marais d'Opale.
Elle couvre 2 024 hectares, ce qui en fait la plus grande forêt du Boulonnais et du département du Pas-de-Calais. 

## Géologie et relief
Son altitude varie de 45 à 135 m (70 m en moyenne).
Le relief est constitué de buttes et mamelons, de replats et plateaux bordés de versants à pentes accentuées, entaillées par des ruisseaux (permanents ou temporaires).
Le substrat géologique est principalement constitué de sédiments secondaires datés notamment du Jurassique (calcaire, grès, argile et marne). 

## Climat
Située à seulement 10 km de la Manche, elle est exposée à un climat océanique (lié à l'inertie thermique de la mer). Il y pleut en moyenne 180 jours par an et les précipitations approchent les 850 mm/an (soit beaucoup plus qu'à Boulogne-sur-Mer, où il pleut 120 jours par an et où les précipitations sont d'environ 700 mm/an). L'hygrométrie atmosphérique est relativement élevée, ce qui donne au massif des ambiances localement submontagnardes. 

## Écologie
La forêt est depuis peu victime de la chalarose du frêne, une espèce invasive de champignon pathogène (environ la moitié des arbres de ce massif sont des frênes, contre 10 % dans le Nord-Pas-de-Calais et 4 % en France), qui ont notamment été plantés à la place des ormes, eux-mêmes décimés par la graphiose de l'orme dans les années 1970. L'INRA estime que si 1 % des frênes sont génétiquement résistants, 99 % peuvent contracter la maladie et de disparaître en 5 à 15 ans.
Concernant la biodiversité, ce massif est l'un des plus riches de la région du point de vue de la mycologie (environ 1000 espèces recensées par l'inventaire mycologique du nord de la France).

## Communes concernées
Elle s'étend sur les communes de :
- Baincthun (commune très vaste qui abrite une part importante de la forêt)
- Belle-et-Houllefort
- Carly
- Conteville-lès-Boulogne
- Hesdin-l'Abbé
- La Capelle-lès-Boulogne
- Questrecques
- Wirwignes

De plus, les ensembles forestiers de certaines communes sont des résidus de l'ancienne forêt boulonnaise[réf. souhaitée] (bien que ne faisant pas partie du domaine stricto sensu). Plus ou moins importants, ils en modèlent les paysages. Il s'agit des communes de :
- Alincthun
- Bellebrune
- Colembert
- Condette
- Echinghen
- Pernes-lès-Boulogne
- Verlincthun (bois de Créhert)

## Archives
Les anciennes archives de l'Office national des forêts sont progressivement versées aux Archives départementales. En décembre 2005, des documents stockés dans un magasin d'archives depuis 20 ans environ ont été retrouvés aux archives départementales du Pas-de-Calais. Ils ont permis de compléter le répertoire de la sous-série 7 M (fonds des Eaux et Forêts)[réf. souhaitée]. 
Le premier (sous-)fonds, celui du service départemental de l'ONF, versé en 1984 et répertorié par Céline Picquendar en 2003, a donc été complété par un second. Il s'agit principalement de documents figurés provenant de l’ancienne « Inspection des forêts de Boulogne-sur-Mer » concernant divers massifs boisés du Nord de la France (les inspections étaient les subdivisions administratives des conservations des eaux et forêts dans l’ancienne organisation, avant la création de l’ONF en 1966)[réf. souhaitée]. 
Ce fonds de l'Inspection de Boulogne (peut-être versé aux archives départementales du Pas-de-Calais par celles du Nord après un versement de l'Office national des forêts à Lille) comprend des plans et des cartes, de forêts publiques, de forêts royales ou privées (par exemple, « Plan du bois appartenant aux habitans propriétairs (sic) de Nielles-lez-Boulonno »). Certains de ces documents datent du XVIIIe siècle (ils ont été catalogués pièce à pièce).